# Gallo-romerske levn
De gallo-romerske levn i Gallien befinder sig i en provins, hvor tre kulturelle påvirkninger samledes om at frembringe ikke én ensartet, ny kultur, men en række af mulige reaktioner og udtryk. Dette høje niveau af forskellighed, og hvad man i dag ville kalde pluralistisk kultur, ses bedst illustreret i den romerske provins Narbonnensis.
De store byer og de mange monumenter illustrerer sammen med en mængde velbevarede ruiner det romerske imperiums indflydelse i Gallien. Det var en gallo-romersk kultur, som opstod ved en blanding af to folk og to måder at leve på, og som stadig kan ses i dag i form af talrige eksempler på arkitektur og ingeniørkunst.

## Byer og egne i provinsen Narbonnensis
Da Gallien var erobret af Rom, oprettede riget den rige og fremtrædende Narbonne-provins i den sydligste del af det nuværende Frankrig. Provinsen omfattede de nuværende regioner Languedoc-Roussillon, Provence og Rhone-dalen. Den blev gennemskåret af vigtige handels- og militærveje fra Gap til Perpignan og fra Nice til Lyon (Via Domitia, Via Aurelia og Via Agrippa), og det medførte, at der opstod mange byer som f.eks. Nîmes, Vienne og Narbonne.

### Narbonne
Selv om Narbonne lagde navn til provinsen og blev sæde for lokaladministrationen, har nutidens hovedstad i departementet Aude ikke mange ruiner. Byen rummer dog nogle smukke stenkonstruktioner, f.eks. et ”Horreum’’, der var en art underjordisk arkade, der blev brugt som et romersk forum. Der er også marmorbrolægninger, som var en del af den berømte Domitia-forbindelse mellem Rom og den Iberiske halvø via Alpernes forbjerge og Durance-dalen i Provence. Det arkæologiske museum har en udstilling af mange genstande fra regionens romerske fortid.

### Nîmes
Nîmes blev oprindelig kaldt Nemausus, og den er grundlagt ved foden af en bakke, tæt ved via Domitia. Det var en by i vækst med 20.000 indbyggere under kejser Augustus og hans efterfølgere i det 1. århundrede. Nîmes har et af de bedst bevarede amfiteatre, der har samme imponerende størrelse som det i Arles. Konkurrencen mellem de to byer er baggrunden for de mange monumenter. Det berømte Maison carré, som er torvepladsens centrale tempel, er ikke så meget kendt for stilarten som for den sammenhængende arkitektur, og på grund af de storslåede gallo-romerske mosaikker, der findes inde i bygningen. Tour de Magne ligger på det højeste punkt over byen og er et vidnesbyrd om romernes massive forsvarssystem. ’’Castellum’’ er en opbevaringstank for enden af den 17 m brede kanal, der førte vand til byen, og det er en usædvanlig type af romersk arkitektur. I Nîmes kan man desuden finde et Dianatempel, som er dækket af en frodig vegetation, og Kildehaven (der blev anlagt i det 18. århundrede).

### Le Pont du Gard
Broen over floden Gard er en del af en akvædukt, som romerne byggede, og som førte vand fra Uzès til Nîmes, dvs. en længde på ca. 45 km. Pont du Gard er opbygget som tre niveauer af buer, og den er 360 m lang og 49 m høj. Det varede 15 år at bygge den, og den stod færdig i 60 e.Kr.. Den er optaget på listen over UNESCOs verdensarvsteder.

### Orange
Den charmerende, lille by Orange ligger ca. 40 km nord for Avignon ved bredden af Rhone-floden og nær en vigtig korsvej på Via Agrippa. Triumfbuen fra det 1. århundrede er fuldstændigt intakt, og den er én af de bedst bevarede af slagsen. Det romerske amfiteater stammer fra samme periode, og det er det eneste, som stadig har den oprindelige scenebagvæg og de tilhørende statuer. Teatret rummer 7.000 tilskuere og bliver brugt til den årlige Chorégies festival.

### Vaison-la-Romaine
Denne by ligger ved foden af det berømte Mont Ventoux, og den har en middelalderlig del fra det 15. århundrede, men også romerske ruiner fra det 4. århundrede. Pont romain – den 2.000 år gamle, romerske bro fører over Ouvèze-slugten med én brobue. Med undtagelse af brystværnet klarede den en ødelæggende flodbølge i 1992. Puymun-kvarteret ligger ved udkanten af byen, og der findes der et stort, frilagt udgravningsområde med et lille museum. Her har man fundet ruiner, statuer, kolonnader, mosaikker og et teater med plads til 6.000 tilhørere (alt sammen fra det 1. til det 3. århundrede). I byen findes desuden en gallo-romerske domkirke fra den urolige periode i det 5. århundrede

### Vienne
Lige syd for Lyon, Galliens gamle hovedstad, udviklede Vienne sig ved Rhonen på et sted, hvor der var et bekvemt vadested. På højre flodbred udstiller det arkæologiske museum i Saint-Romain-en-Gal nogle bemærkelsesværdige eksempler på romersk byliv, f.eks. kanal- og trafiksystemerne, og på venstre bred finder man byen Vienne foran et bakket landskab. I bymidten er der en 20 m høj pyramide fra det 4. århundrede foruden templet viet til Augustus og Livia og et amfiteater, som huser den berømte festival ”Jazz à Vienne”.

### Glanum
Det arkælogiske udgravningsområde i Glanum ligger i en dal ved foden af de små bjerge, Les Alpilles. Det var først beboet af ligurer, så kelter, derefter grækere og til sidst romere. Lagdelingen i ruinerne bevidner byens komplekse struktur og udvikling gennem de forskellige perioder. Byen Saint-Rémy i nærheden er bedst kendt som Nostradamus' fødested og Vincent van Goghs hjem, hvor han malede nogle af sine mest fremragende billeder.

### Aix-en-Provence
Sextius' varme kilder tiltrak først ligurer og keltere og senere romerne. Byen ligger ideelt ved Via Aurelia mellem Middelhavet og foden af Mont Saint-Victoire. Aix blev senere et betydende kunstcentrum, og den er en charmerende by med en stor fortid, men der er kun en lille smule tilbage af de gamle badeanlæg. For tiden udgraver man noget, som antages at være resterne af et romersk amfiteater.

### Marseille
Massalia blev grundlagt af græske kolonister, og den blev senere udbygget af romerne. Skjult under en boligkarré har det forbavsende Museum for Romerske Dokker en samling af amforaer, der giver et indblik i søtrafikkens betydning på den tid. Kystsejladsen sikrede ligesom trafikken på de brolagte veje romernes indflydelse i Middelhavsområdet.

### Fréjus
Fréjus er et populært badested ved Rivieraen, så byens fortid er sikkert ikke det første, turisten søger, men foruden rester af den middelalderlige by, findes der adskillige romerske bygningsværker: en akvædukt, et teater, bymure, en byport og et amfiteater.

### Andre kunstværker og monumenter
Provence er fuldt af romerske monumenter, som ikke lige springer i øjnene.
- Pont Flavien i Saint-Chamas (ved Arles) fører over en mindre flod, og den er dekoreret med løvestatuer.
- Trophée d'Auguste à la Turbie ved Monaco er bygget yderst på en klint med havudsigt. Det blev indviet til Augustus, Cæsars nevø.
- Vandmøllen ved Barbegal nær Fontvielle viser romernes utrolige, håndværksmæssige kunnen. Mølleværket med de 16 møllehjul formalede mel til forsyning af Arles, der dengang havde en befolkning på ca. 10.000 mennesker.

## Nordgallien

### Aix-les-Bains
I romertiden hed byen blot Aquae, og den blev grundlagt ved søbredden ca. 120 f.Kr. ved en varm kilde, der sprang ved foden af Mont Revard. Ledningsnettet for det varme vand var meget gennemtænkt, selv for romerske bade. Arc de Campanus er et minde om byens storhedstid, da den levede af romernes fornemmelse for livskunst.

### Montmaurin
Den romerske "villa" i le Comminges ca. 80 km syd for Toulouse er fra det 1. århundrede. Den blev fundet i 1496 i le Comminges. Montmaurin var en af de største jordbesiddelser i den del af Gallien, og den patriciske landejendom lagde grunden til en formue for sin ejer, foruden at den blev et centrum for egnens liv og dens sociale struktur. Desuden blev flere byer grundlagt ud fra villaen. Bygningerne var fordelt på 19 ha, og de havde ca. 200 værelser. Marmorinventar, mosaikker, glasvinduer, centralvarme og rindende vand var blandt goderne på ejendommen.

### Graufesenque
Dette sted ligger nær ved Millau og rummer rester af historiens første fabrikker. Her blev der fremstillet stentøj og keramiske vaser i tusindvis ad gangen i træfyrede ovne.

### Autun
Byen Augustodunum var en af de vigtigste i Nordgallien. Både navnet (endelsen -dunum er keltisk) og de mange ruiner i byen er eksempler på den blandede gallo-romerske kultur. Janustemplet blev bygget over et vigtigt, gallisk tempel, og byen har stadig spor af et mægtigt teater, de 6 km lange bymure, nogle af byportene og 53 tåne, der indgik i befæstningen.

### Sanxay
Udgravningsstedet i Lusignan er – ligesom ca. 40 andre i Frankrig – vinebyrd om helligdomme, der var indviet til vand. Her fulgte romerne deres keltiske naboers skik og tilbad disse steders guddomme.

### Paris
Amfiteatret i Lutetia er dag skjult bag en trafikeret plads og en større gruppe af bygninger i kvarteret St-Germain. Ruinen var ved at blive ødelagt i løbet af det 19. århundrede, men det blev reddet i hele sin imponerende skikkelse af Victor Hugo.